# نیناچ (کالیفرنیا)
نیناچ (به انگلیسی: Neenach) یک منطقهٔ مسکونی در ایالات متحده آمریکا است که در کالیفرنیا واقع شده‌است. نیناچ ۹۰۱٫۰ متر بالاتر از سطح دریا واقع شده‌است.